# Scandic Food
Scandic Food A/S er en dansk virksomhed som producerer og markedsfører fødevarer under mange forskellige mærker. Virksomheden har sit hovedsæde placeret i Vejle. Scandic Food har flere fabrikker rundt omkring i Danmark, blandt andet i Tårs og Nørre Aaby.
I 2011 lukkede Scandic Food deres fabrik i Hadsund. Hele eksportsortimentet flyttes til deres fabrik i Polen, mens frugtprodukter til Skandinavien fremover skal produceres på fabrikken i Tårs. Vin- og spiritusproduktionen flyttes til fabrikken i Nørre Aaby.
Scandic Food har i over en længere årrække overtaget en række danske fødevarevirksomheder, og står i dag bl.a. bag disse varemærker: Svansø, Skælskør Frugtplantage, Vendelbo, Hornbech, Bigården, Cardia og Gyldenmost.

## Varemærker

### Hornbech
I 1898 oprettede Brdr. Johan & Axel Hornbechs, Hadsund en marmeladefabrik. Marmeladefabrikken blev i 1986 opkøbt af Good Food Group og blev senere samlet i Scandic Food A/S. Hornbechs Fabrikker der var Hadsunds ældste virksomhed flyttede til Polen den 31. marts 2011. Hornbech producerede bl.a. kirsebærvin og marmelade.
Hornbech produceres i dag af Scandic Food.

### Svansø
Varemærket Svansø stammer fra Peder Svansø, der i 1975 grundlagde Svansø Import.
Peder Svansø importerede sydeuropæiske råvarer (pasta, soltørrede tomater, olivenolie, etc.) og solgte dem til restauranter og grossister. 
I løbet af 1990'erne overtog Peder Svansø flere marmeladefabrikker og i 2001 også en fabrik til fremstilling af dressing.
I samme periode ændrede Svansø Import navn til Svansø Food A/S.
I 2005 blev Svansø Food A/S overtaget af Scandic Food A/S, der er datterselskab i Good Food Group koncernen.
Good Food Group blev i november 2018 solgt til Maj Invest A/S.